# Carl Holck
Peter Carl Christian Holck (født 3. januar 1802 i Tunis, død 10. december 1865 i Fredericia) var en dansk herredsfoged og politiker.

## Familie
Holck var søn af kaptajnløjnant og senere kommandør Carl Christian Holck (1758-1816) og Bolette Henriette Margrethe Lund (1776-1846). Han blev gift i 1832 med Adelaide Emilie Caroline, kaldet Cathrine, og er far til juristen C.G. Holck.

## Uddannelse og erhvervskarriere
Holck blev student fra Metropolitanskolen i 1821 og cand.jur. fra Københavns Universitet i 1826. Han blev auditør i 1829, overauditør i 1835 og garnisionsauditør i Fredericia i 1842. I 1846 blev han herredsfoged i Elbo og Holmans Herreder og en del af Brusk Herred og fra 1853 også skriver i disse herreder. Han var i en periode i 1851 konstitueret amtmand.
Han var medlem af en kommission som undersøgte en større kriminalsag, kaldet Dronninglundsagen eller Aalborgsagen, 1837-1843.
I 1848 arbejdede han som den første embedsmand for oprettelse af såkaldte landvæbninger, og gjorde en god indsats som herredsfoged under både 1. og 2. slesvigske krig.

## Politisk karriere
Holck blev valgt til Den Grundlovgivende Rigsforsamling ved et suppleringsvalg i Vejle Amts 1. distrikt (Fredericia) som blev afholdt fordi P.G. Bang udtrådte da han blev udnævnt til indenrigsminister. Holck var medlem af rigsforsamlingen fra 5. december 1848 til 5. juni 1848. Han stillede også op til landstingsvalget 1853 uden at blive valgt.

## Hæder
Han blev udnævnt til kammerjunker i 1840, ridder af Dannebrog i 1846 og etatsråd i 1861.